# Catedral de Sant Joan (Esmirna)
La Catedral de Sant Joan és un edifici religiós reconegut com a catedral catòlica de l'Arxidiòcesi d'Esmirna situada a la ciutat del mateix nom, a Turquia. La catedral està dedicada a Sant Joan Evangelista, que en el Llibre de l'Apocalipsi envia records i instruccions a les Set Esglésies d'Àsia, incloent la d'Esmirna.
Va ser construïda el segle xix. Va ser danyada durant el gran incendi d'Esmirna el 1922 i després fou reconstruïda.

## Història
La primera pedra de la catedral es va posar el 1862. El 1863, el sultà otomà, Abdülâziz, va donar 11.000 lires turques d'or per a la construcció i els cristians de Lió a França també hi van contribuir. El vincle amb Lió es va deure a missioners d'Esmirna que van introduir el cristianisme a Lió al segle ii.
L'edifici es va acabar el 1874 i va ser dedicat el 25 de maig de 1874 per l'arquebisbe Vincent Spaccapietra, delegat apostòlic a Àsia Menor. Abans d'aquest moment, una església que actualment és l'església parroquial de Santa Maria servia com a pro-catedral de la diòcesi.
El 1965, el que aleshores era arquebisbe d'Esmirna, Joseph Emmanuel Descuffi, va concedir el permís al personal militar de l'OTAN, tant protestant com catòlic, i els seus dependents estacionats a Esmirna per a utilitzar la catedral per als serveis religiosos.

## Interior

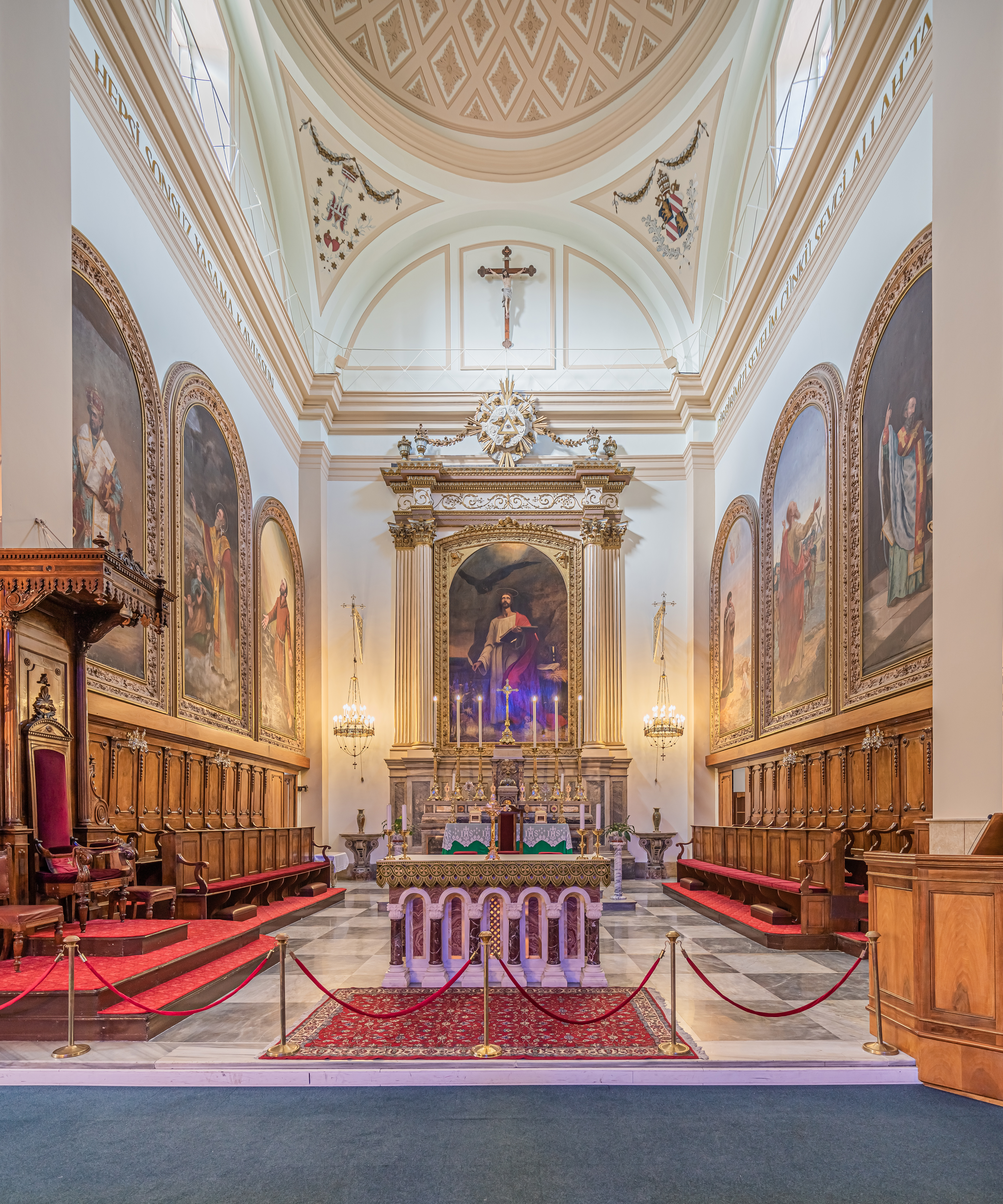
Interior de la Catedral de Sant Joan d'Esmirna

La pintura de l'altar major de la catedral representa Sant Joan Evangelista, amb l'àguila com a símbol litúrgic. A la imatge es mostra una ploma i un rotlle escrivint el seu evangeli. La pintura està autografiada pel seu artista A. Von Kramer.
La resta d'imatges de la zona de l'altar són, a la dreta, Sant Agustí, Sant Andreu i Sant Atanasi; a l'esquerra, Sant Policarp, bisbe d'Esmirna i màrtir del segle ii) i Sant Joan Crisòstom. Un dels panells està en blanc perquè la pintura original va ser destruïda pel foc a principis d'aquest segle.
Les pintures addicionals a la catedral són les següents: a la dreta de l'entrada principal, Sant Vicenç de Paül donant la santa comunió als nens. El segon quadre de la dreta és sant Pere i sant Pau.
A l'esquerra de l'entrada principal, el primer quadre és de tres bisbes primerencs d'aquesta zona: Ignasi d'Antioquia, Policarp d'Esmirna i Ireneu, sacerdot d'Esmirna, que va anar a Lió (França) i es va convertir en bisbe allà. El rerefons de la imatge d'aquests bisbes és la concepció de l'artista del que semblava l'antiga Esmirna. L'altra imatge és de Santa Anna, mare de la Mare de Déu.
A l'interior de l'entrada de la catedral hi ha una pintura que representa set bisbes de les set esglésies de l'Apocalipsi. Aquesta pintura, originalment feta per a la capella del Sagrament de la base aèria de Cigli, va ser portada a la catedral el maig de 1970.
A uns 30 metres del terra de l'esquerra i la dreta de la catedral es troben petits retrats de medalló de tres bisbes i tres papes que van ajudar en la construcció de la catedral: a la dreta Anthony Mussabini, bisbe 1838-1861, Vincent Spaccapietra 1862– 1878 i Andrew Timoni 1879–190; a l'esquerra els retrats papals són de Gregori XVI 1831-1846; Pius IX 1846-1878; i Lleó XIII, 1878–1903.
Les tombes commemoratives als bisbes Mussabini i Spaccapietra es troben al jardí de la catedral a l'esquerra i a la dreta, respectivament. Van ser tallats per artistes de Carrara.
Quan els fidels entren al recinte de la catedral des de Sehit Nevres Bulvari, noten les inicials D.O.M. per sobre de l'entrada principal a la façana de la catedral. Són sigles per al llatí Deo optimo maximo "A l'honor de Déu, el millor, el més gran".
A l'esquerra de l'entrada principal hi ha la placa dedicatòria per a l'edifici, que diu: «Aquest temple, (construït) per a homenatjar Sant Joan, apòstol i evangelista, (tingué) la primera pedra posada el 26 de novembre de 1862. (Se'ls dona) gràcies per les generoses ofertes de ciutadans (locals) i les aportacions d'estrangers. El papa Pius IX, el 27è any del seu llarg pontificat, li va atorgar l'honor (de ser) una Basílica Menor i la va enriquir amb les mateixes indulgències que la de la Basílica de Sant Joan del Laterà (a Roma). Ell (també) donà l'altar major, amb les seves pedres i metalls preciosos. Vincent Spaccapietra, sacerdot Vincentià, arquebisbe de Smyrna i Victor Apostòlic a Àsia Menor i al Regne de Grècia, va dedicar-lo el 25 de juny de 1874, el 27è aniversari del sacerdoci (la seva ordenació). (Presents eren) Lawrence Berceretti, arquebisbe de Naxos: Fidelis Abate, bisbe de Santorini: John Marengo, bisbe de Tinos.»
El baptisteri, a la dreta de l'entrada principal, no es va equipar fins al 1916; com explica la placa dedicatòria. Un resident local anomenat John Moriconi va ser el seu donant. Un sacerdot anomenat Peter Longinotti era rector de la catedral en aquest moment.
Les capelles laterals de la catedral estan dedicades a Sant Josep (l'actual capella del sagrament) i a la Mare de Déu dels Dolors.
Per sobre de la zona de l'altar, a tocar del sostre de l'edifici, hi ha un triangle amb un ull al centre. El triangle és el símbol de la Santíssima Trinitat i l'ull representa el "tot-veient, tot coneixent la saviesa de Déu".